# Governo Pompidou I
Il governo Pompidou I è stato il secondo governo della Quinta Repubblica francese, in carica dal 14 aprile al 28 novembre 1962.
La coalizione che lo appoggiava, era formata da:
- Unione per la Nuova Repubblica (UNR)
- Movimento Repubblicano Popolare (MRP)
- Unione Democratica del Lavoro (UDT)

## Composizione
Governo nominato in data 14 aprile 1962
Primo ministro
- Primo Ministro: Georges Pompidou

Ministri di Stato
- Ministro di Stato agli affari culturali: André Malraux
- Ministro di Stato alla cooperazione: Pierre Pflimlin (MRP), fino al 15 maggio 1962
- Ministro di Stato ai dipartimenti e territori d'oltremare: Louis Jacquinot
- Ministro di Stato agli affari algerini: Louis Joxe
- Ministro di Stato alla ricerca scientifica, questioni atomiche e spaziali: Gaston Palewski

Ministri delegati
- Ministro delegato ai rapporti con il Parlamento: Roger Dusseaulx (UNR)
- Ministro delegato al territorio: Maurice Schumann (MRP), fino al 15 maggio 1962

Ministri
- Guardasigilli, ministro della giustizia: Jean Foyer
- Ministro degli affari esteri: Maurice Couve de Murville
- Ministro dell'interno: Roger Frey
- Ministro dell'esercito: Pierre Messmer
- Ministro delle finanze e degli affari economici: Valéry Giscard d'Estaing
- Ministro dell'educazione nazionale: Pierre Sudreau
- Ministro dell'industria: Michel Maurice-Bokanowski
- Ministro dei lavori pubblici e dei Trasporti: Robert Buron (MRP), fino al 15 maggio 1962
- Ministro dell'agricoltura: Edgard Pisani
- Ministro del lavoro: Paul Bacon (MRP), fino al 15 maggio 1962
- Ministro della sanità pubblica e della popolazione: Joseph Fontanet (MRP), fino al 15 maggio 1962
- Ministro della ricostruzione: Jacques Maziol (UNR)
- Ministro dei cecchi combattenti e vittime di guerra: Raymond Triboulet
- Ministro delle poste e telecomunicazioni: Jacques Marette (UNR)

Segretari di Stato
- Segretario di Stato per l'informazione: Alain Peyrefitte (UNR)
- Segretario di Stato per la funzione pubblica: Jean de Broglie
- Segretario di Stato per gli affari esteri: Georges Gorse
- Segretario di Stato per i rimpatriati: Robert Boulin
- Segretario di Stato per il commercio interno: François Missoffe
- Segretario di Stato per il commercio estero: Gilbert Grandval (UDT)
- Segretario di Stato per i lavori pubblici: Pierre Dumas (UNR)

## Rimpasto del 15 maggio 1962
Dopo la conferenza stampa di de Gaulle che rigettava l'« Europa unita », si dimettono i cinque ministri del MRP: Paul Bacon, Robert Buron, Joseph Fontanet, Pierre Pflimlin e Maurice Schumann.
Al loro posto, vengono nominati:
- Ministro della sanità pubblica e della popolazione: Raymond Marcellin
- Ministro del lavoro: Gilbert Grandval
- Ministro della cooperazione: Georges Gorse
- Ministro dei lavori pubblici e dei trasporti: Roger Dusseaulx
- Segretario di Stato per i rapporti con il Parlamento: Pierre Dumas

## Rimpasto dell'11 settembre 1962
Nomina di:
- Ministro delegato per l'informazione: Christian Fouchet
- Ministro delegato per i rimpatriati: Alain Peyrefitte
- Segretario di Stato per il bilancio: Robert Boulin

## Rimpasto del 15 ottobre 1962
- Dimissione di Pierre Sudreau
- Ministro dell'educazione nazionale ad interim: Louis Joxe